# Caráter (matemática)
Em matemática, um caráter é (mais comumente) um tipo especial de função de um grupo a um corpo (tal como os números complexos). Existem pelo menos dois significados distintos em sobreposição. Outros usos da palavra "caráter" são quase sempre qualificados. 

## Caráter multiplicativo
Um caráter multiplicativo (ou caráter linear, ou simplesmente caráter) sobre um grupo {\displaystyle G} é um homomorfismo de grupo de {\displaystyle G} ao grupo multiplicativo de um corpo, usualmente o corpo dos números complexos. Se {\displaystyle G} é um grupo abeliano, então o conjunto {\displaystyle Ch(G)} destes morfismos formam um grupo sob a operação 
{\displaystyle X_{a}X_{b}=X_{ab}} 
Este grupo é referido como o caráter de um grupo de {\displaystyle G}. Algumas vezes somente caráteres unitários são considerados (estão esta imagem está no círculo unitário); outros tipos de homomorfismos são então chamados quase-caráteres. Caráteres de Dirichlet podem ser vistos como um caso especial desta definição.

## Caráter de uma representação
O caráter de uma representação {\displaystyle \varphi } de um grupo {\displaystyle G} sobre um espaço vetorial {\displaystyle V} sobre um campo {\displaystyle F} é o traço da representação {\displaystyle \varphi }. Em geral, o traço não é um grupo de homomorfismo, nem o conjunto de traços formam um grupo. Os caráteres de uma representação monodimensional são idênticos à representações monodimensionais, então a noção acima de caráter multiplicativo pode ser vista como um caso especial de caracteres de mais altas dimensões. O estudo de representações usando caráteres é chamado "teoria do caráter" e caráteres monodimensionais são também chamados "caráteres lineares" dentro deste contexto.